# San Bernardo del Viento
San Bernardo del Viento est une municipalité située dans le département de Córdoba, en Colombie.